# Panzeria ruficauda
Panzeria ruficauda är en tvåvingeart som först beskrevs av Brauer 1898.  Panzeria ruficauda ingår i släktet Panzeria och familjen parasitflugor. Inga underarter finns listade i Catalogue of Life.